# Jogindarnagar
Jogindarnagar är en ort i Indien.   Den ligger i distriktet Mandi och delstaten Himachal Pradesh, i den norra delen av landet, 400 km norr om huvudstaden New Delhi. Jogindarnagar ligger 1 175 meter över havet och antalet invånare är 5 233.
Terrängen runt Jogindarnagar är kuperad söderut, men norrut är den bergig. Runt Jogindarnagar är det ganska tätbefolkat, med 239 invånare per kvadratkilometer. Det finns inga andra samhällen i närheten. I omgivningarna runt Jogindarnagar växer i huvudsak blandskog.